# 安德烈亞斯·林德
安德烈亞斯·林德（瑞典語：Andreas Linde；1993年7月24日—）是一位瑞典足球運動員。在場上的位置是守門員。現效力於瑞典足球超级联赛球隊赫根。他也代表瑞典國家足球隊參賽。